# 1959 في الفلبين
فيما يلي قوائم الأحداث التي وقعت خلال عام 1959 في الفلبين.

## سياسة

### تعيين في المنصب
- 30 ديسمبر – فرديناند ماركوس عضو مجلس الشيوخ الفلبيني.

### انتهاء فترة المنصب
- 30 ديسمبر – فرديناند ماركوس عضو مجلس النواب في الفلبين.

## مواليد

### يناير
- 1 يناير – عبد الرزاق أبو بكر جنجلاني
- 6 يناير – بيبوي رافانيس لاعب كرة سلة فلبيني.

### مارس
- 19 مارس – ينغ جياو لاعب كرة سلة فلبيني.

## وفيات

### نوفمبر
- 6 نوفمبر – خوسي لوريل (مواليد 1891)